# ASAP Rocky
ASAP Rocky (/ˈeɪsæp/, pseudonimo di Rakim Athelaston Mayers (New York, 3 ottobre 1991), è un rapper, modello, produttore discografico e imprenditore statunitense.
Nato e cresciuto nel quartiere di Harlem a New York, ha iniziato la sua carriera come membro del collettivo musicale hip hop ASAP Mob, dal quale ha adottato il soprannome A$AP. Ha debuttato come solista nel 2011, con la pubblicazione online del suo singolo di debutto Peso, contenuto nell'acclamato mixtape Live.Love.ASAP dello stesso anno, in seguito al quale ha firmato un contratto la Polo Grounds Music e la RCA Records.
Il suo album in studio di debutto Long.Live.ASAP, pubblicato il 15 gennaio 2013, è stato accolto positivamente dalla critica e ha debuttato alla prima posizione della Billboard 200. Il singolo Fuckin' Problems contenuto nell'album e in collaborazione con Drake, Kendrick Lamar e 2 Chainz ha raggiunto l'ottava posizione della Billboard Hot 100 ed è stato nominato come miglior canzone rap ai Grammy Awards 2014.
Nel 2015 ha pubblicato il suo secondo album At.Long.Last.ASAP, che come l'album precedente ha raggiunto la prima posizione della Billboard 200 e ha ricevuto ottime recensioni. Nel 2018 ha pubblicato un terzo album in studio Testing.
Oltre a svolgere l'attività di rapper, Rocky è anche un regista di video musicali e produttore discografico, dove utilizza lo pseudonimo Lord Flacko. Ha anche svolto l'attività di modello per marchi come Dior e Gucci e di fashion designer per la Puma e per il suo brand AWGE.

## Biografia
Rakim Athelaston Mayers è nato a Harlem, nel distretto di Manhattan, il 3 ottobre 1991. Suo padre Adrian Mayers aveva origini barbadiane. Ha due sorelle e aveva un fratello maggiore, Ricky, ucciso in una sparatoria quando Mayers aveva dodici anni. Il suo nome, come quello della sorella Erika B, deriva dal duo hip hop Eric B. & Rakim. È cugino del rapper ASAP Nast, anche lui parte dell'ASAP Mob. Suo padre è morto nel 2012.
All'età di nove anni Mayers si è trasferito a Harrisburg, Pennsylvania, dove ha iniziato a rappare grazie all'influenza di suo fratello maggiore, dal quale ha anche ereditato i cornrows, la sua capigliatura tipica. Quando aveva dodici anni suo padre è stato arrestato per spaccio di stupefacenti e in seguito si è trasferito in Carolina del Nord, ma poco dopo è tornato a Harlem, dove un anno dopo suo fratello è stato assassinato. Dopo aver vissuto in diversi rifugi con la madre e le sorelle si è trasferito a Midtown Manhattan.

## Carriera

### Gli inizi con la ASAP Mob e primo mixtape (2007-2011)

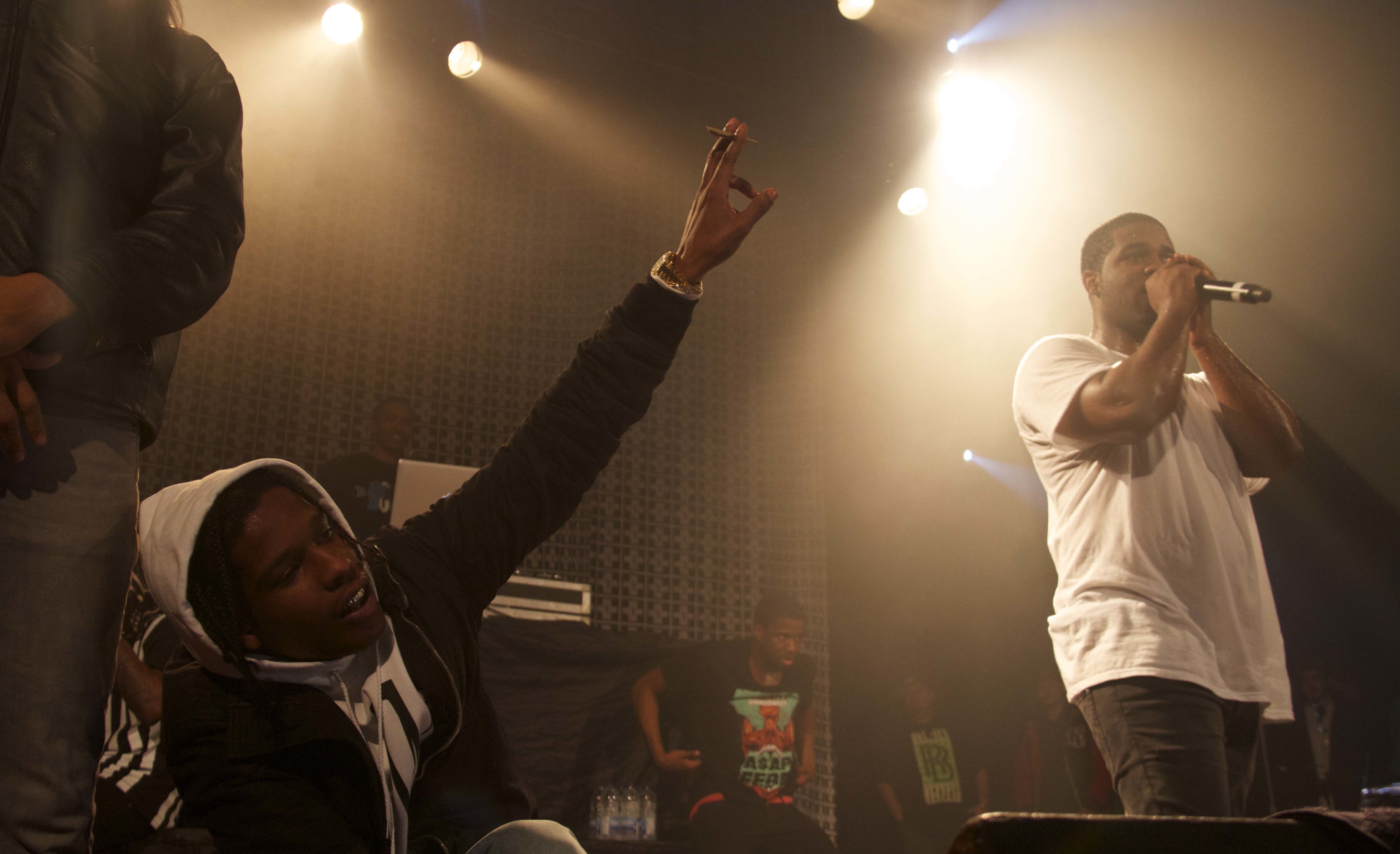
A$AP Mob in concerto. In primo piano A$AP Rocky (a sinistra), ed A$AP Ferg (a destra)

Nel 2007 Mayers è entrato nella ASAP Mob, una crew hip hop fondata nel 2006 da ASAP Yams, ASAP Bari e ASAP Illz e composta da rapper newyorkesi, produttori e registi di video musicali, accomunati dalla presenza dell'acronimo A$AP nei loro nomi d'arte (acronimo di "always strive and prosper", ovvero in italiano "sempre lottare e avere successo").
L'8 luglio 2011 è uscita una compilation non ufficiale di Mayers intitolata Deep Purple contenente tutti i brani caricati sul suo canale YouTube e raccolti da un fan di Parigi. Durante agosto dello stesso anno è stato pubblicato senza autorizzazione il suo singolo di debutto Peso, successivamente distribuito in modo autorizzato. Successivamente, Mayers ha pubblicato un secondo singolo, Purple Swag, con rispettivo video musicale, ottenendo l'attenzione di diverse etichette discografiche e firmando infine un contratto dal valore di tre milioni di dollari con la Polo Grounds Music, ai tempi distribuita dalla J Records ma successivamente fusa insieme alla Arista Records e alla Jive Records a fare parte della RCA Records. Inoltre, dopo avere firmato il contratto Mayers ha fondato insieme a ASAP Yams la sua etichetta discografica, la ASAP Worldwide e il 31 ottobre ha reso disponibile il suo mixtape di debutto Live. Love. ASAP, recensito positivamente dalla critica.

### Primi tour eLong. Live. ASAP(2012-2014)

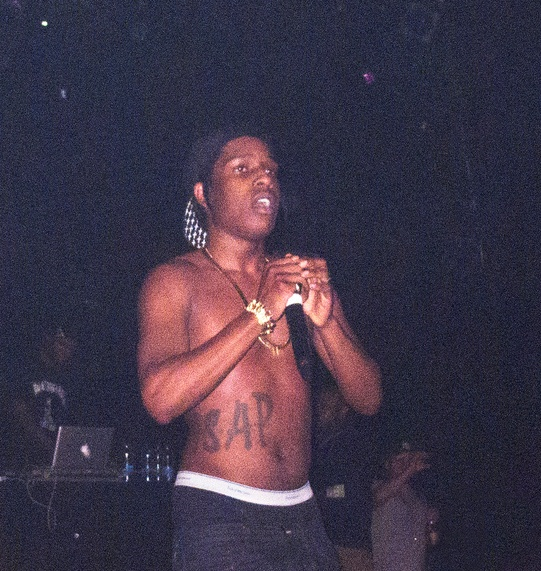
Rocky in concerto al Corona Theatre di Montréal, nel 2012

Durante febbraio 2012 ha aperto il Club Paradise Tour di Drake insieme a Kendrick Lamar. Nello stesso anno ha partecipato, nel ruolo di presidente degli Stati Uniti, al video ufficiale del singolo della cantante statunitense Lana Del Rey National Anthem. A luglio si è esibito al Pitchfork Music Festival e nel mese successivo ha fatto il suo debutto in televisione cantando il suo singolo Goldie al Late Night with Jimmy Fallon dopo che la sua performance nella trasmissione, prevista originariamente per il 20 luglio, era stata rimandata a causa del suo arresto in seguito a una rissa con l'artista iRome. Il 28 agosto la ASAP Mob ha pubblicato il suo mixtape di debutto Lords Never Worry sulle principali piattaforme di download digitale gratuito. A settembre Mayers ha collaborato con Rihanna nel remix del brano della cantante Cockiness (Love It), che i due hanno successivamente cantato insieme agli MTV Video Music Awards 2012.
Da settembre a novembre 2012 Mayers si è esibito in un tour nazionale di quaranta date con il supporto di Schoolboy Q e Danny Brown per pubblicizzare il suo imminente album in studio di debutto. Il progetto, intitolato Long. Live. ASAP, è stato pubblicato il 15 gennaio 2013 ed è stato anticipato dai singolo Goldie e Fuckin' Problems, dei quali in particolare il secondo, in collaborazione con Drake, 2 Chainz e Kendrick Lamar, ha riscosso un ottimo successo nazionale, raggiungendo l'ottava posizione della Billboard Hot 100 e venendo successivamente certificato otto volte disco di platino dalla RIAA. L'album ha ricevuto buone recensioni e ha debuttato in vetta alla Billboard 200, vendendo 139 000 copie negli Stati Uniti nella sua prima settimana di disponibilità. L'album è stato successivamente certificato doppio disco di platino in madrepatria.
Il 12 aprile, durante un'intervista alla stazione radio Wild 94.9, Rocky ha rivelato di essere al lavoro su un progetto di strumentali che avrebbe pubblicato a sorpresa. Il 21 giugno successivo ha annunciato di aver terminato l'album, che si sarebbe intitolato Beauty & The Beast: Slowed Down Sessions (Chapter 1) e che sarebbe stato reso disponibile durante l'estate. Tuttavia il progetto, del quale sono trapelati in rete due brani intitolati Riot Rave e Unicorn, non è mai stato pubblicato.
Nel 2013 Mayers ha lanciato una linea di scarpe chiamate "Wings 2.0 Black Flag" in collaborazione con lo stilista Jeremy Scott e Adidas; successivamente, collabora con uno dei più grandi stilisti dell'alta moda, nonché suo amico, Raf Simons. Tra il 2015 e il 2016 fonda VLONE, brand streetwear, assieme ad A$AP Bari.

### At. Long. Last. ASAPeCozy Tapes(2015-2017)

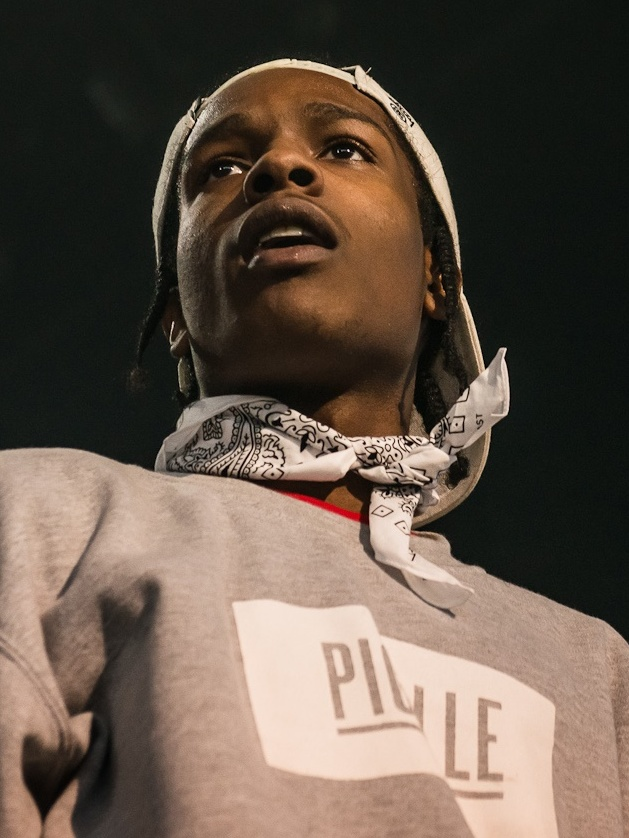
Rocky nel 2014

Il 16 marzo 2014 Mayers ha annunciato che stava lavorando al suo secondo album in studio A.L.L.A. (acronimo di At. Long. Last. ASAP) e a giugno ha partecipato con ASAP Ferg, ASAP Nast e ASAP Twelvyy al singolo Hella Hoes, che doveva anticipare l'album di debutto della ASAP Mob L.O.R.D., che è stato successivamente scartato. Il 3 ottobre successivo Mayers ha preso parte a un giveaway limitato della sua nuova musica intitolato Flacko Jodye Season, durante il quale ha anticipato per la prima volta il brano Multiply in collaborazione con Juicy J, pubblicato quattro giorni più tardi.
Il giorno di capodanno del 2015 ha pubblicato il primo estratto da At. Long. Last. ASAP, intitolato Lord Pretty Flacko Jodye 2 (LPFJ2). Il 18 gennaio 2015 è venuto a mancare Steven "ASAP Yams" Rodriguez, fondatore della ASAP Mob nonché mentore di Mayers, all'età di ventisei anni. Mayers, insieme ad altri membri della ASAP Mob, ha affermato che la causa della morte di Yams fosse stata la sindrome da apnea nel sonno di cui soffriva, che ha causato un'asfissia e un'aspirazione, al contrario di ciò che riportavano i media, che avevano attribuito la morte a un'overdose. Poche settimane dopo, Mayers ha annunciato che il suo album imminente sarebbe stato prodotto esecutivamente da lui stesso insieme al rapper Juicy J, al produttore Danger Mouse e al defunto ASAP Yams. Il 21 gennaio, Mayers è apparso nel film indipendente Dope - Follia e riscatto, presentato in anteprima al Sundance Film Festival 2015, dove si è anche esibito per onorare ASAP Yams.
L'8 aprile ha mostrato in anteprima il brano M'$ durante un'intervista con la Red Bull Music Academy, pubblicandolo due giorni dopo come singolo promozionale e non come estratto ufficiale da At. Long. Last. ASAP, nel quale tuttavia è stata inclusa una seconda versione del brano in collaborazione con Lil Wayne. L'8 maggio ha annunciato attraverso un post su Instagram la copertina del progetto e ha reso disponibile il secondo estratto Everyday, in collaborazione con Rod Stewart, Miguel e Mark Ronson, che si è rivelato essere uno dei suoi maggiori successi ottenendo certificazioni in nove paesi diversi. Il 21 maggio successivo ha pubblicato il terzo estratto L$D con il rispettivo video musicale, che è stato acclamato dalla critica venendo candidato ai Grammy Awards 2016 nella categoria di miglior videoclip.
Dopo essere stato rimandato la settimana precedente, At. Long. Last. ASAP è uscito il 26 maggio successivo. L'album, contenente collaborazioni del calibro di Kanye West, Lil Wayne, Rod Stewart, Future, M.I.A. e Mos Def, ha ricevuto recensioni generalmente positive e ha debuttato in vetta alla classifica degli album statunitense vendendo 116 000 copie nella prima settimana di disponibilità.
Durante giugno 2015, Mayers ha collaborato al singolo della cantante Selena Gomez Good for You, che ha raggiunto successivamente la quinta posizione della Billboard Hot 100, diventando il secondo brano di Mayers a entrare tra le prime dieci posizioni della classifiche. Durante lo stesso mese si è esibito insieme ai The Roots al The Tonight Show starring Jimmy Fallon, dove ha cantato i brani L$D e Jukebox Joints, ed è apparso insieme a Rod Stewart nel programma televisivo di James Corden Carpool Karaoke.
Tra il 2016 e il 2017 ha collaborato inoltre a diversi brani, tra cui Blended Family (What You Do for Love) di Alicia Keys, Summer Bummer (insieme anche a Playboi Carti) e Groupie Love di Lana Del Rey, Pick It Up di Famous Dex, certificato triplo disco di platino in madrepatria, e, insieme a Cardi B, No Limit di G-Eazy, che ha raggiunto la quarta posizione della Billboard Hot 100 ed è stato certificato sette volte disco di platino negli Stati Uniti.
Il 31 ottobre 2016 la ASAP Mob ha pubblicato il suo primo album in studio Cozy Tapes, Vol. 1: Friends e il 25 agosto 2017 ha reso disponibile il secondo volume Cozy Tapes Vol. 2: Too Cozy, i quali contengono apparizioni di tutti i membri della ASAP Mob tra cui Mayers stesso, ASAP Ferg, ASAP Ant, ASAP Twelvyy, ASAP Nast, ASAP Bari e Playboi Carti, ma anche di artisti esterni al collettivo tra cui Tyler, the Creator, Frank Ocean, Juicy J, Skepta, Lil Uzi Vert, Quavo, Wiz Khalifa, Lil Yachty, Offset, Gucci Mane, Big Sean, Jaden Smith e Schoolboy Q.

### TestingeDon't Be Dumb(2018-oggi)

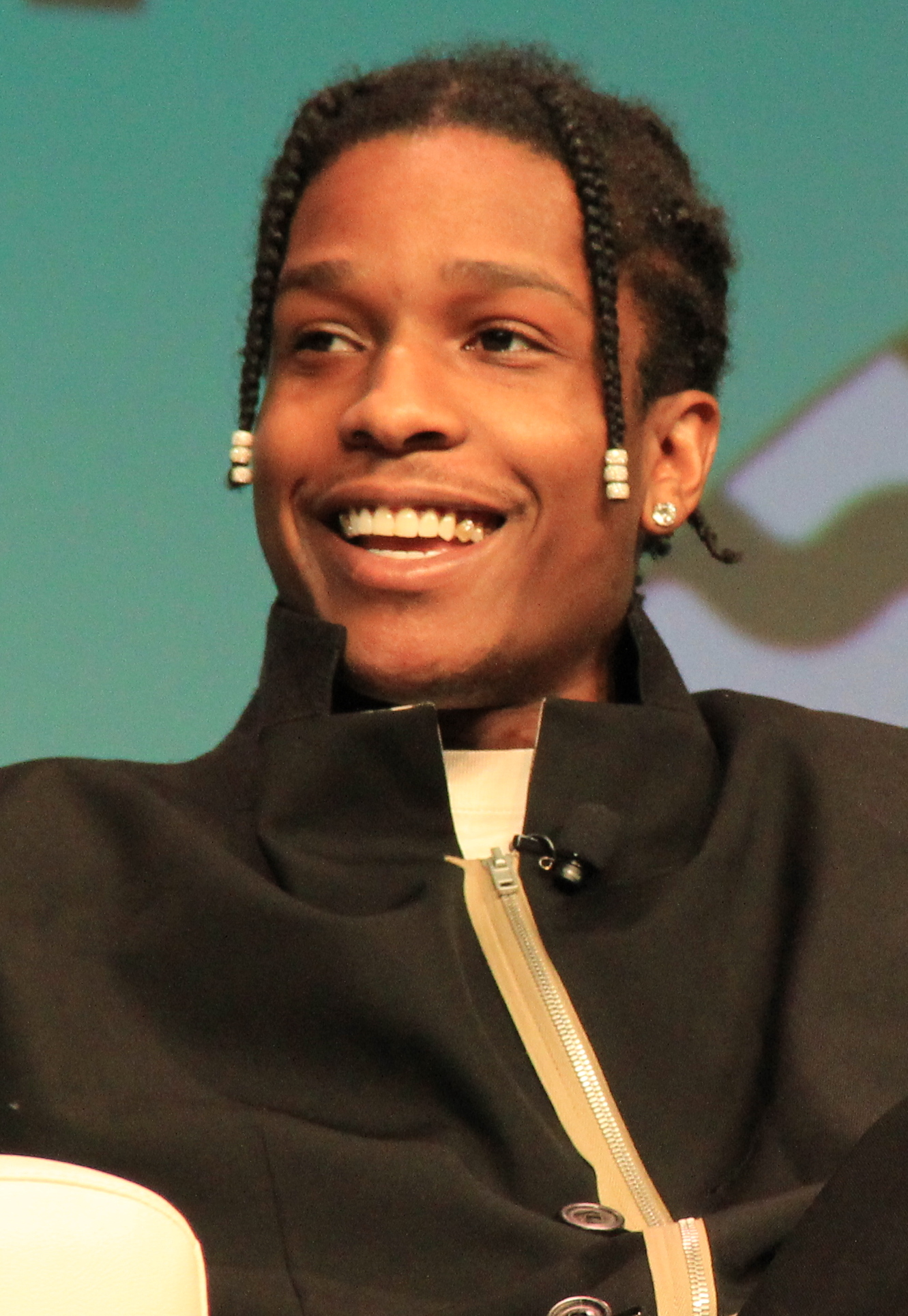
Rocky in 2019

Durante l'ultima settimana di gennaio del 2018, Mayers ha lanciato su SoundCloud tre brani: 5ive $tar$, Above e Money Bags Freestyle, con la produzione di Metro Boomin e Dean Blunt e contenenti collaborazioni non accreditate di Dram e Lil Yachty. Attraverso delle didascalie dei brani, Mayers ha annunciato che avrebbe pubblicato un terzo album in studio intitolato Testing. Nei mesi successivi ha collaborato con Gucci Mane, 21 Savage e London on da Track per il brano Cocky, estratto dalla colonna sonora del film Uncle Drew, con BlocBoy JB per il singolo Bad Company e con Moby per il brano ASAP Forever. Inoltre è apparso nell'album America dei Thirty Seconds to Mars, collaborando al brano One Track Mind.
Il 25 maggio 2018 ha pubblicato il suo terzo album in studio Testing, contenente le partecipazioni di Frank Ocean, Skepta, Kid Cudi, French Montana, FKA twigs, Juicy J, Kodak Black, Moby, T.I. e Dev Hynes. L'album, che rappresenta un progetto più sperimentale, ha ricevuto recensioni positive ma ha debuttato alla quarta posizione della Billboard 200, a differenza dei primi due progetti che avevano raggiunto la prima.
Il 23 luglio successivo Mayers e Tyler, the Creator hanno pubblicato il loro singolo Potato Salad, annunciando che avrebbero pubblicato un progetto collaborativo intitolato WANGSAP, che in seguito è stato negato da Tyler, the Creator che ha affermato che non fosse mai veramente esistito. Durante maggio 2019, Juicy J ha affermato che Mayers stesse lavorando al suo quarto album All Smiles, mai pubblicato, e il 28 agosto Mayers ha pubblicato il singolo Babushka Boi.
Nell'ottobre 2021 Mayers ha pubblicato per la prima volta il suo mixtape di debutto Live. Love. ASAP su tutte le piattaforme di streaming per celebrarne il decimo anniversario.
Durante il 2022, Mayers è apparso in due brani estratti dall'album di Nigo I Know Nigo!. Successivamente, ha pubblicato i singoli D.M.B. a maggio e Shittin' Me a dicembre, mese nel quale è apparso insieme a Takeoff nell'album di Metro Boomin Heroes & Villains nel brano Feel the Fiyaaaah e ha annunciato che sarebbe stato proprio Metro Boomin a produrre gran parte del suo imminente quarto album, che ha poi rivelato essere intitolato Don't Be Dumb. Nel 2023 è apparso in altri due brani Metro Boomin, entrambi estratti dalla colonna sonora di Spider-Man: Across the Spider-Verse: Am I Dreaming, insieme a Roisee, e Nonviolent Communication, insieme a James Blake e 21 Savage. Inoltre, nel 2023 ha pubblicato i singoli Same Problems e Riot (Rowdy Pipe'n), dei quali l'ultimo prodotto da Pharrell Williams.
Nel 2024 è apparso nell'album di Kid Cudi Insano nel brano Wow e nella riedizione dell'album di Doja Cat Scarlet 2 Claude nel brano Urrrge, oltre ad avere collaborato con i Free Nationals e Anderson Paak per il singolo Gangsta. Il 12 aprile ha collaborato con Future e Metro Boomin per il brano Show of Hands contenuto nel progetto collaborativo dei due We Still Don't Trust You, nel quale ha risposto ai presunti sneak dissing di Drake nei brani Fear of Heights e Another Late Night, nei quali Drake aveva fatto dei riferimenti a Rocky e alla sua partner Rihanna.
Il 22 giugno è avvenuto a Parigi il primo sfilata di AWGE, il brand di Mayers, durante la quale è stata mostrata la prima collezione del brand nominata American Sabotage e Mayers ha annunciato che il suo album Don't Be Dumb, già anticipato nel 2023, sarebbe stato pubblicato il 30 agosto successivo.
Il 2 agosto ha pubblicato il singolo Highjack, estratto dall'album e in collaborazione con Jessica Pratt; tuttavia, il 22 agosto successivo, ha annunciato durante un'intervista con Billboard che la data di uscita di Don't Be Dumb sarebbe stata posticipata all'autunno. Il 30 agosto ha reso disponibile il singolo Tailor Swif, che aveva già anticipato nel 2022 durante una performance, e il 6 settembre ha pubblicato il singolo Ruby Rosary, in collaborazione con J. Cole e prodotto da The Alchemist.

## Vita privata
Nel 2011 Rocky inizia a frequentare la rapper australiana Iggy Azalea, la quale confermò la loro relazione in un'intervista. L'anno successivo, Rocky ha annunciato la fine della relazione. Intorno ad aprile 2013, Mayers inizia a frequentare la modella statunitense Chanel Iman, che il mese successivo conferma la loro relazione. Nell'aprile 2014 la coppia si è fidanzata, tuttavia nel mese di giugno i due si sono separati. Dal 2020 ha una relazione con la cantante barbadiana Rihanna. A fine gennaio 2022 viene annunciato di aspettare un figlio dalla cantante, nato il 13 maggio 2022 a Los Angeles e chiamato RZA Athelston Mayers in onore di RZA, rapper del Wu-Tang Clan. Il 3 agosto 2023 nasce il secondo figlio della coppia, Riot Rose Mayers.
Nel 2017 Mayers si dichiara essere un pescetariano. Nel singolo Babushka Boi, pubblicato due anni dopo, si rivela esser diventato vegano.

## Controversie

### Arresti
Mayers è stato arrestato nel luglio 2012 con l'accusa di aver aggredito un uomo dopo che quest’ultimo avrebbe visto il rapper usare sostanze stupefacenti illegali all'esterno di un negozio di abbigliamento di New York. È stato successivamente arrestato per aver aggredito anche due fotografi che stavano filmando la rissa.
Il 31 agosto 2013, Mayers avrebbe picchiato una donna durante il Festival di Budweiser Made in America. È stato accusato di aggressione, "un reato di classe due". Il caso è stato archiviato dopo che un testimone non è comparso in tribunale. La donna in seguito ha intentato una causa nel luglio 2014, affermando che lei ha sofferto certe condizioni in seguito all'aggressione. Mayers dichiarò che non aveva mai toccato la donna, e che lei «avrebbe dovuto sapere che potevano esserci problemi con così tante persone». La causa è stata risolta tra i due nell'aprile 2015.
Viene arrestato di nuovo il 2 luglio 2019 a Stoccolma, in Svezia, durante il suo tour europeo con l’accusa di aver aggredito un uomo. Il 26 luglio è stato incriminato per aggressione, ed è rimasto per un mese in custodia cautelare in attesa dell'inizio del processo. Il 2 agosto esce di prigione: il procedimento di primo grado avanti la Corte di Stoccolma si è concluso con una condanna a sei mesi di reclusione, con pena sospesa e obbligo di risarcimento della vittima con 12 500 corone svedesi (1 164 euro). Pochi giorni dopo, Rocky ha pubblicato il video per il brano Babushka Boi in cui le forze dell'ordine vengono raffigurate sotto forma di maiali.

### Presunta sparatoria a Hollywood
Il 20 aprile 2022, di ritorno a Los Angeles da Barbados, il rapper viene arrestato all'Aeroporto Internazionale di Los Angeles per una potenziale aggressione armata durante una sparatoria avvenuta a Hollywood il 6 novembre 2021. La presunta vittima della sparatoria è stata riportata essere Terell Ephron, in arte ASAP Relli, ex amico e collaboratore di Mayers. Rocky è stato rilasciato poco dopo, a seguito del pagamento della cauzione fissata a 550 000 dollari.
Dopo l'arresto, le forze dell'ordine hanno perquisito la sua casa a Los Angeles, forzando l'entrata e prendendo diverse scatole da usare come prove. Il 15 agosto 2022 l'ufficio della Los Angeles County District Attorney ha sporto denuncia contro Mayers. Il 20 novembre 2023 il giudice M.L. Villar ha annunciato che c'erano abbastanza prove per iniziare un processo contro Mayers dopo circa un giorno e mezzo di dichiarazioni da parte di due testimoni. Il processo è iniziato l'8 gennaio 2024 e Mayers si è dichiarato non colpevole. La sua difesa aveva sostenuto che quella che aveva puntato fosse una pistola giocattolo che sparava colpi a salve, che aveva preso dal set di un video musicale e che si portava dietro per ragioni di sicurezza. Sulla scena non erano state individuate cartucce di proiettili e non ci sono filmati che confermino la versione di Ephron, questa versione dei fatti ha convinto la giuria di Los Angeles che martedì 18 febbraio 2025 ha dichiarato non colpevole il rapper.

## Discografia
- 2013 – Long. Live. ASAP
- 2015 – At. Long. Last. ASAP
- 2018 – Testing
- TBA – Don't Be Dumb[103]

## Filmografia

### Cinema
- Dope - Follia e riscatto (Dope), regia di Rick Famuyiwa (2015)
- Zoolander 2, regia di Ben Stiller (2016)
- Vite da popstar (Popstar: Never Stop Never Stopping), regia di Akiva Schaffer e Jorma Taccone (2016)
- Monster, regia di Anthony Mandler (2018)
- If I Had Legs I'd Kick You, regia di Mary Bronstein (2025)
- Highest 2 Lowest, regia di Spike Lee (2025)

### Televisione
- Animals – serie TV, episodio 1x07 (2016)
- The Eric Andre Show – serie TV, episodio 4x02 (2016)
- Un buon trip: avventure psichedeliche (Have a Good Trip: Adventures in Psychedelics), regia di Donick Cary (2020)

Video Musicali
• National Anthem (2012)